# Concerned Women for America
Concerned Women for America (CWA, дословно — «Небезразличные женщины Америки или Обеспокоенные женщины Америки») — социально-консервативный, евангелистский христианский некоммерческий комитет законодательных действий женщин в Соединённых Штатах Америки. Штаб-квартира CWA находится в Вашингтоне, округ Колумбия. Организация участвует в социальных и политических движениях, посредством которых стремится внедрить христианскую идеологию. Группу в основном возглавляют хорошо финансируемые антифеминистские заинтересованные лица.
Группа была основана в Сан-Диего, штат Калифорния, в 1978 году Беверли Лахэй, чей муж Тимоти Лахэй был евангелистским христианским священником и автором книги «Битва за разум», а также соавтором серии книг Left Behind («Оставленные»).
CWA идентифицирует себя как собрание «политических экспертов и… активистов» с антифеминистским подходом к политике.

## Создание
Concerned Women for America являются частью движения, известного как Новые правые христиане. Организовано движение в ответ на создание своего либерального аналога, Национальной организации женщин; растущий спор о традиционных гендерных ролях; и растущее обсуждение Поправки о равных правах (ERA), CWA намеревалось «бороться с политикой, которая, по его мнению, [нарушает] традиционные гендерные роли и нормы». Стимулом для его формирования стало интервью между Барбарой Уолтерс и Бетти Фридан, известной активисткой-феминисткой, что привлекло внимание общественности в 1978 году в отношении женского вопроса. В интервью Фридан заявила, что говорит от имени американских женщин. Беверли Лахэй не верила, что Бетти Фридан говорила от имени большинства женщин, потому что феминистские взгляды, по словам Лахэй, были направлены против Бога и семьи. Что касается интервью, Лахэй заявила, что, по её убеждению, цель Фридан была «ошибочной попыткой разрушить основу американской культуры: семью», и что, по её мнению, женщины-христианки не участвовали в дискуссиях о правах женщин. В связи с этим «озабоченность» в названии CWA была ответом на опасения, что феминизм «разрушит» Америку. Такие опасения и противодействие большей части идеологии Демократической партии в ту эпоху побудили Беверли Лахэй провести серию съездов и митингов в Сан-Диего, что привело к созданию организации «Обеспокоенные женщины за Америку». В результате CWA стала известна как «крупнейшая женская организация правых христиан в 1980-х и 1990-х годах».
CWA началось с местных молитвенных отделений, мобилизованных вокруг таких вопросов, как ERA (Поправка о равных правах) и легализация абортов. В 1987 году CWA переехало из Сан-Диего, штат Калифорния, в Вашингтон, округ Колумбия, после чего было официально создано национальное представительство и национальное присутствие.

## Вопросы
CWA идентифицирует себя как оппозиционную феминизму организацию, выступающую от имени женщин-евангелистов, которые считают, что национальное феминистское движение не поддерживает их интересы. CWA заняло жёсткую консервативную позицию по ряду широко обсуждаемых вопросов. CWA публично заявила о своём неприятии таких вопросов, как аборты, половое воспитание, однополые браки, эвтаназия, исследования эмбриональных стволовых клеток, программы обмена шприцев, порнография, клонирование, злоупотребление наркотиками, светское образование, азартные игры или любые другие усилия, которые «вмешиваются в естественную человеческую жизнь». Однако позиция организации в отношении контрацепции не столь ясна, поскольку мнения её членов по этому вопросу сильно различаются. Единственное определённое заявление, сделанное CWA в отношении противозачаточных средств, заключается в том, что его позиция в целом неоднозначна, но что «многие женщины-католички следуют церковному учению об использовании противозачаточных средств». CWA фокусируется на продвижении своей консервативной христианской идеологии с помощью семи «основных вопросов».

### Аборты
За несколько лет до основания организации Верховный суд обнародовал свои решения по делам Роу против Уэйда и Доу против Болтона, которые предоставили женщинам право на аборт и отменили все законы государства, ограничивающие такие действия. Поскольку многие члены CWA были сторонниками движения «Право на жизнь» и решительно выступали против этих постановлений, организация «Concerned Women for America» признана организацией, выступающей против абортов. На момент своего основания CWA вместе с аналогичными организациями, возникшими в то время, идентифицировала себя как часть «движения в защиту семьи», утверждая, что аборты бросают вызов как христианской морали, так и традиционным семейным ценностям.
CWA была сторонником пересмотра социального обеспечения, что было изложено в «Контракте с Америкой» 1994 года, который был направлен на снижение частоты и приемлемости незаконнорожденных (вне брака) рождений. Эти поправки предлагали (1) стимулировать штаты к «сокращению незаконной рождаемости без… увеличения] абортов» посредством блочных субсидий; (2) отказ в денежной помощи «детям, рождённым от незамужних несовершеннолетних матерей»; и (3) установление «семейного лимита», при котором незамужние матери могли получать компенсацию только за одного ребёнка; все поправки CWA поддерживала из-за решительного противодействия абортам и защиты традиционной семьи.
В настоящее время CWA стремится информировать общественность о вреде, который, по утверждениям организации, аборты наносят мужчинам, женщинам и их семьям. CWA начала использовать обычную риторику движения против абортов о защите женщин и их здоровья в середине 1990-х годов как способ повысить интерес к движению против абортов. CWA лоббирует прекращение финансирования национальных и международных программ планирования семьи, особенно тех, которые продвигают аборты или предоставляют Норплант. CWA поддерживает кризисные центры для беременных и консультационные услуги после аборта.
CWA выступает против экстренной контрацепции, на том основании, что она «стирает грань» между контрацепцией и абортом.

### Однополый брак
Будучи сторонником традиционных гендерных ролей и нуклеарной семьи, CWA публично защищает западный фамилиализм и подчинение женщин. Таким образом, CWA является сторонником неприкосновенности брака и воспроизводства и решительно выступает против развода.
CWA считает, что место женщины — в доме, поэтому права, установленные Поправкой о равных правах (ERA), угрожают традиционной нуклеарной семье. CWA построила национальную сеть молитвенных цепочек в противовес ERA. CWA была сторонником Закона о защите брака, поскольку он объявил гомосексуальные браки незаконными, тем самым поддерживая идеалы CWA в отношении как гетеросексуальности, так и брака.
CWA считает долгом христианина создать семью, объясняя их общее неодобрение тем, кто не хочет иметь детей. В частности, эти семейные идеалы связаны с пониманием CWA женщин и материнства; как выразилась основательница Беверли Лахэй, у женщин есть «естественное» желание быть матерями, что приводит к тому, что организация поощряет домашнее хозяйство женщин посредством домашнего материнства.
CWA выступила против Закона 1988 года об улучшении ухода за детьми (HR 3660), который предусматривал бы спонсируемый государством уход за детьми для семей, в которых работают оба родителя. CWA также свидетельствовала против Закона 1993 года об отпуске по семейным обстоятельствам и болезни на том основании, что он был предвзятым в отношении тех, кто не мог позволить себе отпуск.
В поддержку этих идеалов CWA выступает против порнографии, полагая, что потребление таких медиа может подорвать традиционные семейные ценности, а также способствовать бытовому насилию. В частности, CWA «утверждает, что порнография побуждает мужчин унижать своих жён, разрушать их браки и участвовать в незаконных сексуальных действиях». Кроме того, CWA утверждает, что распространение и отсутствие регулирования порнографии продвигает права геев и добрачный секс, против чего организация решительно выступает.

### Религиозное образование в государственных школах
Известно, что CWA, будучи христианской организацией, продвигает христианские учения в школах. CWA считает, что они должны защищать «Божью истину», и для этого они выступают против «светских гуманистических» учений и влияния на государственное образование. Именно по этим причинам CWA изначально получила признание в качестве организации общественной политики, поскольку она публично выступила против постановлений Верховного суда США в 1962 и 1963 годах, которые запрещали религиозные учения и практики, такие как молитвы и чтение Библии, в государственных школах.
Чтобы обеспечить более исторический контекст образовательных усилий организации, в 1983 году стремление CWA к сочетанию фундаментальных и религиозных учений было конкретно продемонстрировано в судебном процессе, известном сегодня как Мозерт против Совета по образованию округа Хокинс, который возник между родителями (членами CWA) и местным школьным советом штата Теннесси. Дело началось с того, что местная мать Вики Фрост сделала выговор администрации школы её дочери за предоставление ученикам книг, в которых обсуждались вопросы эволюции, феминизма и телепатии, которые, по её утверждению, «могут отвратить детей от Бога». Спор быстро обострился, когда группа родителей-единомышленников присоединилась к Фрост и подала федеральный иск, в результате чего CWA публично выступила против школы и «Людей за американский путь», одного из многочисленных либеральных противников CWA. Опасаясь роста «Новых религиозных правых», CWA заявила, что учащиеся должны иметь право свободно исповедовать свою религию, родители должны иметь право голоса в образовании своих детей и должен быть усилен контроль над школами в целом, аргументы эти получили поддержку в суде первой инстанции в 1986 году. Однако, к разочарованию CWA, Апелляционный суд шестого округа США отменил это решение в 1987 году.
CWA считает, что половое воспитание не должно преподаваться в школе и что родители должны иметь право обучать своих детей знаниям о сексе. Тем не менее, они также признают, что если это преподаётся в школе, то это должно быть половое воспитание в пользу воздержания. Многие «сексуальные консерваторы», как называет их Лиза Макгирр в своём исследовании полового воспитания, полагались на CWA, чтобы организация помогла им внедрить эту идеологию в разработку или модификацию программ полового воспитания в школах, а также предоставить преподавателей.
CWA поддерживает преподавание разумного замысла в государственных школах и защищает школьную молитву, заявив в книге 1988 года под названием «Америка: молиться или не молиться?», что после дела Энгель против Витале в Верховном суде в 1962 году, объявившего молитву под руководством правительства вне закона, нравственность в государственных школах и в обществе в целом снизилась. Как описано выше, CWA помогала истцу в деле Мозерт против Хокинса 1983 года, утверждая, что для государственных школ неконституционно требовать чтения материалов, которые противоречат религиозным ценностям родителей.
Подобно делу Мозерта, CWA была признана за поддержку средней школы Натана Бишопа и школьного округа Провиденс, штат Род-Айленд, в деле Ли против Вейсмана в 1992 году. В отличие от дела Мозерт против Хокинса, в котором CWA протестовала против светского обучения в школе, дело Ли против Вейсмана получило поддержку со стороны консервативных христианских организаций, таких как CWA, которые боролись за сохранение религиозных обрядов в государственных школах, таких как молитва на выпускном.
Наряду с поддержкой пересмотра социального обеспечения в Контракте с Америкой, CWA выступала за другие поправки, такие как восстановление спонсируемой государством школьной молитвы и «право на государственное финансирование религиозных программ».

### Национальный суверенитет
CWA изначально выступала против участия США в Организации Объединённых Наций, но с тех пор приняла ООН и вместо этого сосредоточилась на предполагаемых опасностях конференций и договоров. CWA имеет больше влияния в международных делах, чем многие другие консервативные организации, потому что она активна в ООН.
CWA выступила против CEDAW (Конвенции о ликвидации всех форм дискриминации в отношении женщин), которая была принята ООН в 1979 году. Они рассматривают CEDAW как инструмент для подрыва традиционной семьи и закрепления абортов и проституции в глобальном масштабе.

### Сексуальная эксплуатация
CWA видит проблему в том, что мужчины становятся зависимыми от порнографии, утверждая, что это приводит к эксплуатации и виктимизации женщин.
Помимо порнографии, CWA выступает против проституции. CWA считает, что легализация проституции увеличит торговлю людьми в целях сексуальной эксплуатации, а не уменьшит её, как предлагали другие организации.
CWA активно участвует в предотвращении торговли людьми в целях сексуальной эксплуатации; работая в тесном сотрудничестве с Национальной организацией женщин, Советом по семейным исследованиям, организацией «Католики за свободный выбор», Глорией Стайнем и Чаком Колсоном, CWA повысила осведомлённость об этой проблеме и внесла крупный вклад в принятие Закона о защите жертв торговли людьми в 2000 году.
В ответ на планы Google и Mozilla протестировать стандарт, который будет шифровать систему доменных имён, что, возможно, может помешать правоохранительным органам следить за интернетом, представитель CWA заявил: «Мы считаем важным, чтобы все заинтересованные стороны в интернет-экосистеме работали вместе, чтобы гарантировать, что зашифрованный DNS не приведёт к непредвиденным последствиям, которые навредят нашим детям».

### Поддержка Израиля
8 мая 2013 года совет директоров CWA единогласно проголосовал за включение поддержки Израиля в свою основную миссию. CWA заявляет, что поддержит «законы и политику, укрепляющие связи между Израилем и США», а также «политику, проводимую нашим Государственным департаментом, Министерством обороны и другими, которая способствует развитию наших отношений с Израилем». Пенни Нэнси сказала, что поддержка со стороны основателя CWA Беверли Лахэй была самой большой движущей силой группы, официально заявившей о своей поддержке Израиля. Эти отношения подкреплены долгой историей поддержки Израиля консервативными христианами.

## Руководство

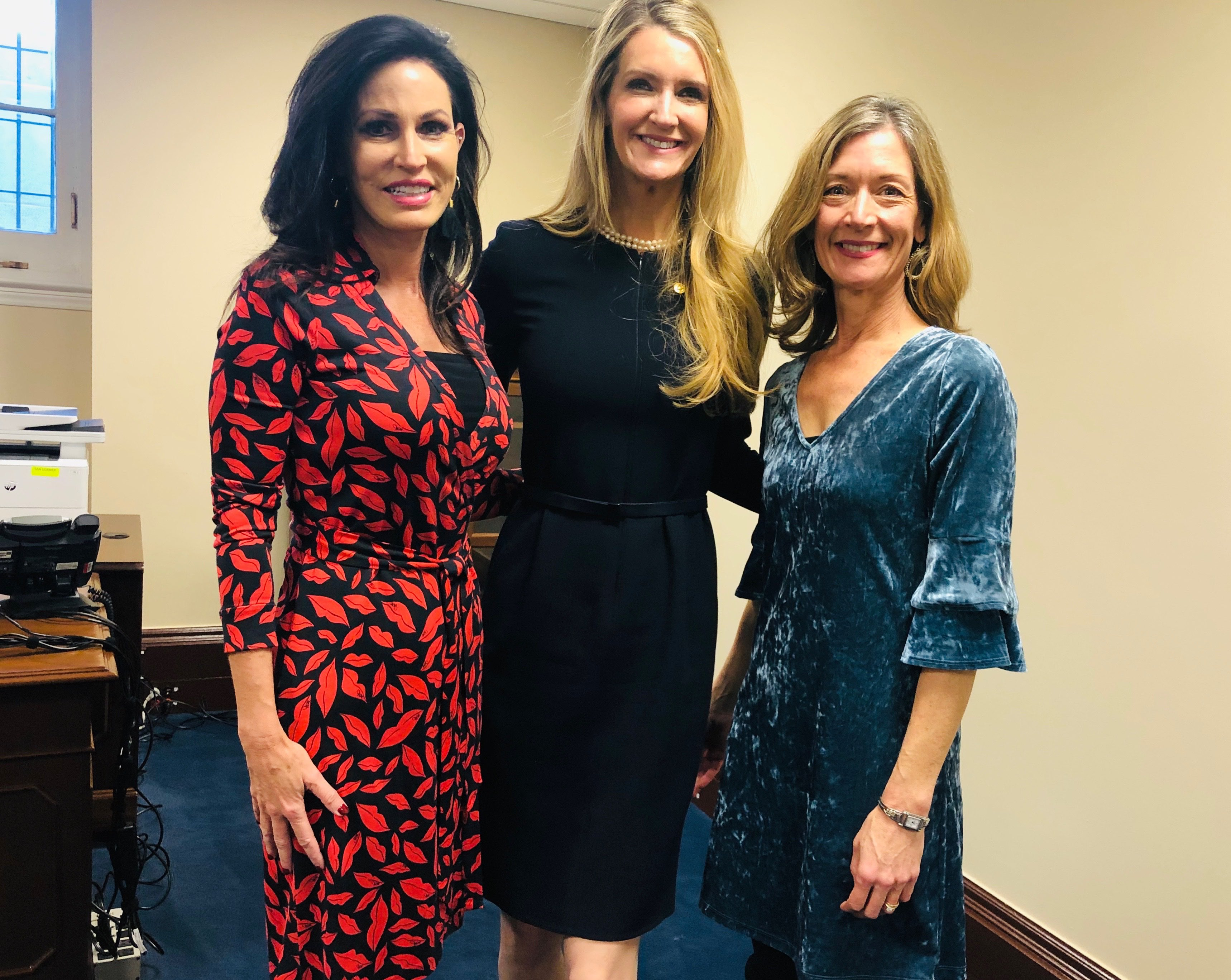
Пенни Нэнси (слева) с Келли Леффлер в 2020 году.

### Президент/генеральный директор
- Кармен Пейт, президент[6] 1996—1999[48]
- Уэнди Райт[англ.], президент 2006—2013[4][49][50]
- Пенни Янг Нэнси, генеральный директор (CEO) (2010—2013)[51] и президент (2013-наст. время)[52][53]
  - Нэнси ранее была советником Федеральной комиссии по связи по проблемам детей в социальных сетях и средствах массовой информации[54]

## Взаимодействие через СМИ
В конце 1990-х CWA привлекла внимание своими полуденными передачами на KFAX, христианской радиостанции из Сан-Франциско. В этих передачах часто фигурировал Beverly LaHaye Live, популярный сегмент ток-шоу, в котором рассказывалось о миссии CWA, морали и стремлениях общества. Сегодня CWA продолжает выпускать ежедневное радиошоу, однако теперь оно называется «Обеспокоенные женщины сегодня» и сосредоточено в первую очередь на призыве членов и других слушателей к действию, побуждая их «лоббировать сенаторов».
CWA издаёт ежемесячный журнал под названием Family Voice, в котором рассказывается об их текущих событиях, а также о том, как члены могут более активно участвовать в жизни организации.

## Институт Беверли Лахэй
Институт Беверли Лахэй (BLI), названный в честь основателя CWA, является исследовательским подразделением CWA. BLI считается одним из официальных аналитических центров CWA. У BLI есть множество эссе и кратких обзоров в исследовательском стиле, которые охватывают широкий спектр тем, интересующих CWA, большинство из которых публикуется или размещается на веб-сайте CWA.
В январе 2014 года BLI подал исковое заявление по делу Sebelius vs. Hobby Lobby. Большинство сводок amicus по делу Hobby Lobby касались вопросов свободы вероисповедания. В брифинге BLI особое внимание уделялось опровержению аргумента правительства о том, что мандат по контролю над рождаемостью, налагаемый Законом о доступном медицинском обслуживании, улучшит здоровье женщин и предотвратит нежелательную беременность. В отчёте BLI отвергается чёткое понятие «преднамеренной» и «непреднамеренной» беременности. BLI утверждала, что данные правительства, основанные в основном на отчете Института медицины за 2011 год, не доказывают, что мандат по контролю над рождаемостью увеличит уровень использования противозачаточных средств или что незапланированная беременность наносит вред здоровью женщин. BLI утверждала, что данные правительства, основанные в основном на отчёте Института медицины за 2011 год, не доказывают, что мандат по контролю над рождаемостью увеличит уровень использования противозачаточных средств или что незапланированная беременность наносит вред здоровью женщин. В записке также приводились доводы против заявления правительства о том, что мандат способствует «гендерному равенству».

## Институт культуры и семьи
Институт культуры и семьи — один из двух исследовательских центров CWA. Институт культуры и семьи, основанный в 2001 году, представляет собой аналитический центр, который занимается исключительно противодействием активистам в защиту прав ЛГБТ.